# アブ・シンベル
アブ・シンベル（Abu Simbel、アラビア語:أبو سنبل）は、スーダン国境まで約50kmのエジプト南部の都市。世界遺産アブ・シンベル神殿観光のため、多くの観光客が訪れる。

## 交通

### 空港
- アブ・シンベル空港

### 市内へ
- カイロからアスワン経由にて空路
- アスワンより高速バス

## 観光
- アブ・シンベル神殿
- ナセル湖

### 近郊
- アスワン
- アスワン・ハイ・ダム